# Controcorrente (Quentin)
Controcorrente (The Green-Eyed Monster) è un romanzo giallo del 1960, scritto da Hugh Callingham Wheeler con lo pseudonimo di Patrick Quentin.

## Trama
Andrew e Ned Jordan sono due fratelli che non potrebbero essere più diversi tra loro: tanto Andrew, il maggiore, è ordinario, quasi noioso e insicuro, quanto Ned è scapestrato, sognatore e incline a cacciarsi nei guai. Ora Ned, costantemente a corto di denaro, vuole sposarsi con Rosemary Thatcher, una giovane e ricca ereditiera, della quale si è innamorato ricambiato. A non essere d'accordo è però Maureen, moglie di Andrew da diciotto mesi e cugina di Rosemary, che tenta in tutti i modi di impedire questa unione. Ma Maureen stessa è un personaggio enigmatico: il suo passato non è proprio limpido, e da qualche tempo lo stesso Andrew, avvertito da una lettera anonima, nutre dei dubbi su di lei e sulla sua fedeltà. A completare il quadro, la madre di Andrew e Ned, Nora, donna eccentrica, dal fascino innegabile e dagli innumerevoli mariti, l'ultimo dei quali è il più giovane e un po' impacciato ex-attore Lem Pryce.
Quando Maureen viene assassinata nel corso di quella che sembra una rapina d'appartamento, non mancano quindi i sospetti. Andrew è ovviamente il primo, e deve a questo punto imbarcarsi in un'indagine, che lo porterà però a scoprire tante verità inattese: sul fratello, sulla madre, sul patrigno e infine sulla donna che amava, e che invece potrebbe rivelarsi essere un "mostro dagli occhi verdi".

## Personaggi
- Andrew Jordan, giovane e ricco industriale
- Maureen Jordan, sua moglie
- Ned Jordan, fratello minore scapestrato di Andrew
- Rosemary Thatcher, giovane ereditiera, innamorata di Ned
- Nora Pryce Jordan, madre di Andrew e Ned
- Lem Pryce, ultimo martito di Nora e patrigno di Andrew e Ned
- Rowena La Marche, misteriosa donna di mezz'età alcolizzata
- James e Margaret Thatcher, miliardari e genitori di Rosemary
- Tenente Mooney, della Squadra Omicidi di New York

## Edizioni italiane
- Controcorrente, collana Il Giallo Mondadori n. 647, Arnoldo Mondadori Editore, giugno 1961.
- Controcorrente, traduzione di Ida Omboni, collana Oscar del Giallo Mondadori n. 14, Arnoldo Mondadori Editore, maggio 1976.
- Controcorrente, collana I classici del Giallo Mondadori n. 390, Arnoldo Mondadori Editore, gennaio 1982.